# Митрошинська
Митро́шинська (рос. Митрошинская) — присілок у складі Тарногського району Вологодської області, Росія. Входить до складу Тарногського сільського поселення.

## Населення
Населення — 9 осіб (2010; 13 у 2002).
Національний склад (станом на 2002 рік):
- росіяни — 100 %